# Caterina Cornaro (opera)
A Caterina Cornaro Gaetano Donizetti kétfelvonásos operája. A szövegkönyvét Giacomo Sacchèro írta Jules-Henri Vernoy de Saint-Georges La Reine de Cypre (Ciprus királynője) operalibrettója alapján, amelyet Jacques Fromental Halévynek szánt. Ősbemutatójára 1844. január 18-án került sor a nápolyi San Carlo operaházban. A bemutató bukás volt és ezt követően Donizetti jelentősen átdolgozta a művet. Az új változatot 1845. február 2-án mutatták be a parmai operaházban. Magyarországon még nem került színre.

## Szereplők
| Szereplő                                                  | Hangfekvés |
| --------------------------------------------------------- | ---------- |
| Caterina Cornaro, azaz Cornaro Katalin, Ciprus királynője | szoprán    |
| Andrea Cornaro, apja                                      | basszus    |
| Gerardo, fiatal francia nemes                             | tenor      |
| Lusignano, Ciprus királya (II. Jakab ciprusi király)      | bariton    |
| Strozzi, a harcosok vezetője                              | basszus    |
| Mocenigo, a Tízek tanácsadója és Velence követe Cipruson  | basszus    |
| Matilde, Caterina barátnője                               | basszus    |

## Cselekménye
- Helyszín: Velence és Nicosia
- Idő: 1472

### Előjáték
Andrea Cornaro házában leánya, Caterina és a fiatal francia nemes, Gerardo esküvőjére készülődnek. Már a vendégek is jelen vannak, amikor egy álarcos ismeretlen lép be és a Tízek Tanácsa küldötteként a családfőt keresi. A küldött, Mocenigo arra kéri Andreát, hogy állítsa le az esküvőt, hogy lánya, Caterina Velence hatalmának megerősítése céljából Lusignanóhoz, Ciprus királyához mehessen feleségül. Az apa tiltakozik, de Mocenigo véres megtorlással fenyegeti meg. A megtört apa engedelmeskedik. Caterina és Gerardo értesülve az eseményekről úgy döntenek, hogy az éjszaka folyamán megszöknek. Tervükről a Tízek Tanácsa is tudomást szerez és elrendelik a fiú meggyilkolását. Az apa figyelmezteti lányát és választás elé állítja: vagy azt mondja Gerardónak, hogy már nem szereti és visszalép a házasságtól, vagy hozzámegy, de ez esetben a fiút még az éjjel megölik. Caterina megtörten, szerelmese életének megkímélése céljából az előbbi megoldást választja.

### Első felvonás
Lusignanónak is engedelmeskednie kellett Velence akaratának, így nőül vette Caterinát. A hatalmat azonban a háttérből Mocenigo gyakorolja. Tudomására jut, hogy titokban Gerardo is Ciprusra érkezett, ezért utasítja embereit, hogy végezzenek a fiatalemberrel. Lusignano helyzete mind kilátástalanabb: egy idegen hatalom bábjaként ül a trónon, miközben maga is idegenné vált saját népe számára; felesége sohasem szerette őt, bár ő maga forró szerelemmel közeledett felé mindenkor; mindjobban elmerül az udvar körüli intrikákban. Csak egyetlen cél vezérli már, hogy legalább felesége életét elviselhetővé tegye. Amikor tudomására jut, hogy Mocenigo emberei egy újabb gyilkosságra készülnek, az ismeretlen segítségére siet. Idejében érkezik, így Gerardo megmenekül. Az ifjú felfedi Lusignano előtt kilétét, és elmondja, hogy a bosszúállás vezérelte a szigetre. Elmondja, hogy a királyon akar bosszút állni, mert elrabolta jegyesét, mit sem sejtve, hogy magával a királlyal áll szembe. A király is felfedi magát, és elmondja a valós történet. Mindketten belátják, hogy áldozatok és  örök barátságot fogadnak egymásnak. A király magával is viszi palotájába Gerardót. Előbb ő keresi fel hitvesét, hogy biztosítsa őszinte tiszteletéről és iránta érzett szeretetéről, majd visszavonul, és engedélyével Gerardo lép be Caterinához. Az egykori szerelmesek örülnek a viszontlátásnak, de tiszteletben tartják sors szabta kötelékeiket. Váratlanul Mocenigo tör rájuk: az a szándéka, hogy fellármázza a palotát és házasságtörés miatt elítéltesse az ifjút. A király azonban megelőzi őt: belépve elmondja, hogy maga hozta ide Gerardót, az ő engedélyével kereste fel Caterinát, miután megmentette szerelmét Mocenigo orgyilkosai elől. Ezt követően parancsot ad Mocenigo elfogatására.

### Második felvonás
A velencei csapatok megtámadják Ciprust. Gerardo is hadsorba áll a szigetlakók oldalán. Caterina és az asszonyok imájukkal próbálják támogatni a szigetet védőket, akik hamarosan diadalt is aratnak. Az örömöt azonban beárnyékolja, hogy Lusignano halálos sebet kapott az utolsó ütközetben. Utolsó szavaival elbúcsúzott feleségétől és népét arra kérte, hogy fogadják el Caterinát utódjaként. Caterinát lesújtja férje halála, rövidesen visszanyeri azonban önuralmát, s immár az ország fejeként szólítja újult harcra a ciprusiakat.